# Villablino (Gerichtsbezirk)
Der Gerichtsbezirk Villablino ist einer der sieben Gerichtsbezirke in der Provinz León.
Der Bezirk umfasst 5 Gemeinden auf einer Fläche von 992,98 km² mit dem Hauptquartier in Villablino.

## Gemeinden
| Gemeinde                  | Einwohner (2024) | Fläche km² | Dichte Einw./km² | Cod INE | Postleitzahl                    |
| ------------------------- | ---------------- | ---------- | ---------------- | ------- | ------------------------------- |
| Cabrillanes               | 707              | 170,44     | 4                | 24029   | 24142                           |
| Murias de Paredes         | 340              | 202,18     | 2                | 24101   | 24130, 24133–24137              |
| Palacios del Sil          | 844              | 181,40     | 5                | 24109   | 24495                           |
| San Emiliano              | 596              | 210,73     | 3                | 24145   | 24144                           |
| Villablino                | 7.709            | 228,23     | 34               | 24202   | 24100, 24110–24114, 24138–24140 |
| Gerichtsbezirk Villablino | 10.196           | 992,98     | 10               | –       | –                               |